# Leandro Castellani
Leandro Castellani (Fano, 1 de dezembro de 1935) é  diretor de cinema e televisão e radialista italiano..

## Filmografia parcial
- Puglia terra madre - Il segreto del Salento (2008)
- Ai confini del cielo (2004) (TV)
- Incantesimo 5 (2002) Seriado de TV
- Incantesimo 4 (2001) Seriado de TV (episódios desconhecidos)
- I padri della patria (11 episódios, 1992)
- ...Se non avessi l'amore (1991) (TV)
- Le università e l'Europa (1990) (TV)
- Don Bosco (1988)
- Il coraggio di parlare (1987)
- Il sottoscritto Giuseppe Donati all'alta corte di giustizia (1983) (TV)
- "La gatta" (1978) TV
- Mazurka Di Fine Estate (1977) (TV)
- Il Fausto di Marlowe (1977) (TV)
- Tommaso d'Aquino (1975) (TV)
- Quaranta giorni di libertà (Pagine di diario della repubblica dell'Ossola) (3 episódios, 1974)
- Delitto di regime (Il caso Don Minzoni) (1973) (TV)
- Sul filo della memoria (1972) TV
- Orfeo in Paradiso (1971) (TV)
- Le cinque giornate di Milano (1970) TV
- Il muro (1970) (TV)
- L'affare Dreyfuss (1968) (TV)
- 1898: Processo a Don Albertario (1967) (TV)
- L'enigma Oppenhemier (1963) (TV)